# Берды-Булат татарский
Берды-Булат (укр. Берди-Булат, крымскотат. Berdi Bolat, Берди Болат) — исчезнувшее село в Красноперекопском районе Республики Крым, располагавшееся в центральной части района, на левому берегу реки Чатырлык, примерно в 1 километре западнее современного села Привольное.

### Динамика численности населения
| - 1805 год — 184 чел. - 1864 год — 30 чел. - 1889 год — 36 чел. | - 1892 год — 20 чел. - 1900 год — 71 чел. - 1915 год — 27/23 чел. |

## История
Первое документальное упоминание села встречается в Камеральном Описании Крыма… 1784 года, судя по которому, в последний период Крымского ханства Берды-Балат входил в Четырлык кадылык Перекопского каймаканства.
После присоединения Крыма к России (8) 19 апреля 1783 года, (8) 19 февраля 1784 года, именным указом Екатерины II сенату, на территории бывшего Крымского Ханства была образована Таврическая область и деревня была приписана к Перекопскому уезду. После Павловских реформ, с 1796 по 1802 год, входила в Перекопский уезд Новороссийской губернии. По новому административному делению, после создания 8 (20) октября 1802 года Таврической губернии, Берди-Булат был включён в состав Бустерчинской волости Перекопского уезда.
По Ведомости о всех селениях, в Перекопском уезде состоящихх с показанием в которой волости сколько числом дворов и душ… от 21 октября 1805 года в деревне Берди-Булат числилось 26 дворов, 166 крымских татар и 18 ясыров. На военно-топографической карте генерал-майора Мухина 1817 года деревня Берды Булат обозначена с 30 дворами. После реформы волостного деления 1829 года Берды Булат, согласно «Ведомости о казённых волостях Таврической губернии 1829 года» отнесли к Ишуньской волости (переименованной из Бустерчинской). На карте 1836 года в деревне 26 дворов, как и на карте 1842 года.
В 1860-х годах, после земской реформы Александра II, деревня осталась в преобразованной Ишуньской волости. В «Списке населённых мест Таврической губернии по сведениям 1864 года», составленном по результатам VIII ревизии 1864 года, Берды-Булат — владельческая деревня, с 5 дворами, 30 жителями и мечетью при балке Четырлык. По обследованиям профессора А. Н. Козловского начала 1860-х годов, вода в колодцах деревни была солоноватая, «в достаточном количестве», а их глубина колебалась от 2,5 до 5 саженей (от 5 до 10 м). На трехверстовой карте Шуберта 1865—1876 года в деревне Берды-Булат 9 дворов. Согласно «Памятной книжке Таврической губернии за 1867 год», деревня была покинута жителями в 1860—1864 годах, ввиду эмиграции крымских татар, особенно массовой после Крымской войны 1853—1856 годов, в Турцию и оставалась в развалинах. В «Памятной книге Таврической губернии 1889 года», по результатам Х ревизии 1887 года, в деревне Берды-Булат, числилось 5 дворов и 36 жителей.
В конце XIX — начале XX века вокруг старого поселения возникло новых, основанных немцами, русскими, молоканами и за деревней закрепилось название Берды-Булат татарский. После земской реформы 1890 года Берды-Булат татарский отнесли к Воинской волости. Согласно «…Памятной книжке Таврической губернии на 1892 год», в деревне Берды-Булат татарский, составлявшей Берды-Булатское сельское общество, было 20 жителей, домохозяйств, земли не имеющих. По «…Памятной книжке Таврической губернии на 1900 год» в Берды-Булате числился 71 житель в 8 домохозяйствах. Дальнейшая судьба селения точно не установлена, поскольку, По Статистическому справочнику Таврической губернии. Ч.II-я. Статистический очерк, выпуск пятый Перекопский уезд, 1915 год, на хуторе Берды-Булат (Тайганского) Воинской волости Перекопского уезда числилось 3 двора с татарским населением в количестве 27 человек приписных жителей и 23 — «посторонних», из которых 33 мужчины и 17 женщин. Земли за хутором не числилось, в хозяйстве имелось 77 лошадей. Учитывая, что в Списке населённых пунктов Крымской АССР по Всесоюзной переписи 17 декабря 1926 года Берды-Булат татарский не значится, факты приводят к выводу, что село к тому времени исчезло.